# مونیکا هاوکانوم
مونیکا هاوکانوم (استونیایی: Monika Haukanõmm؛ زادهٔ ۲۲ مهٔ ۱۹۷۲) سیاستمدار و نماینده سابق مجلس اهل استونی است.